# Valeyrac
Valeyrac ist eine französische Gemeinde im Département Gironde in der Region Nouvelle-Aquitaine mit 544 Einwohnern (Stand: 1. Januar 2022). Sie gehört zum Arrondissement Lesparre-Médoc und zum Kanton Le Nord-Médoc. Die Einwohner werden Salvadoriens genannt.

## Geografie
Valeyrac liegt etwa 67 Kilometer nordnordwestlich von Bordeaux im Norden der Halbinsel Médoc am Ästuar der Gironde. Das Gemeindegebiet gehört zum Regionalen Naturpark Médoc. Umgeben wird Valeyrac von den Nachbargemeinden Mortagne-sur-Gironde im Norden (Berührungspunkt), Floirac im Nordosten, Saint-Fort-sur-Gironde im Osten (Berührungspunkt), Bégadan im Südosten und Süden sowie Jau-Dignac-et-Loirac im Westen und Nordwesten (dir drei erstgenannten Gemeinden liegen am gegenüberliegenden Ufer der Gironde).

## Bevölkerungsentwicklung
| Jahr                       | 1962 | 1968 | 1975 | 1982 | 1990 | 1999 | 2009 | 2020 |
| Einwohner                  | 481  | 462  | 409  | 370  | 392  | 417  | 517  | 540  |
| Quellen: Cassini und INSEE |      |      |      |      |      |      |      |      |

## Sehenswürdigkeiten
- Kirche Saint-Délphin, auch Kirche Notre-Dame, 1853 bis 1856 erbaut

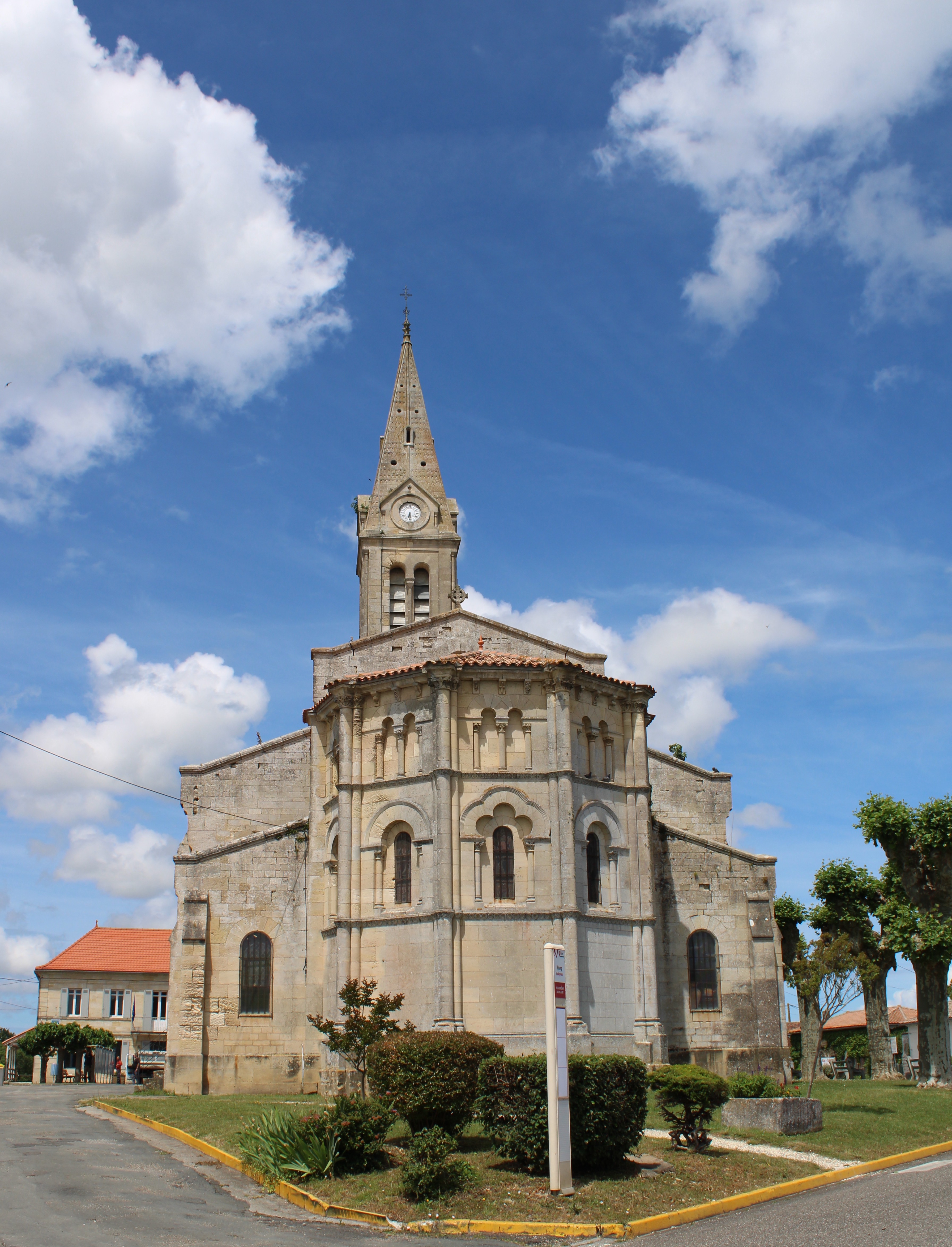
Kirche Notre-Dame
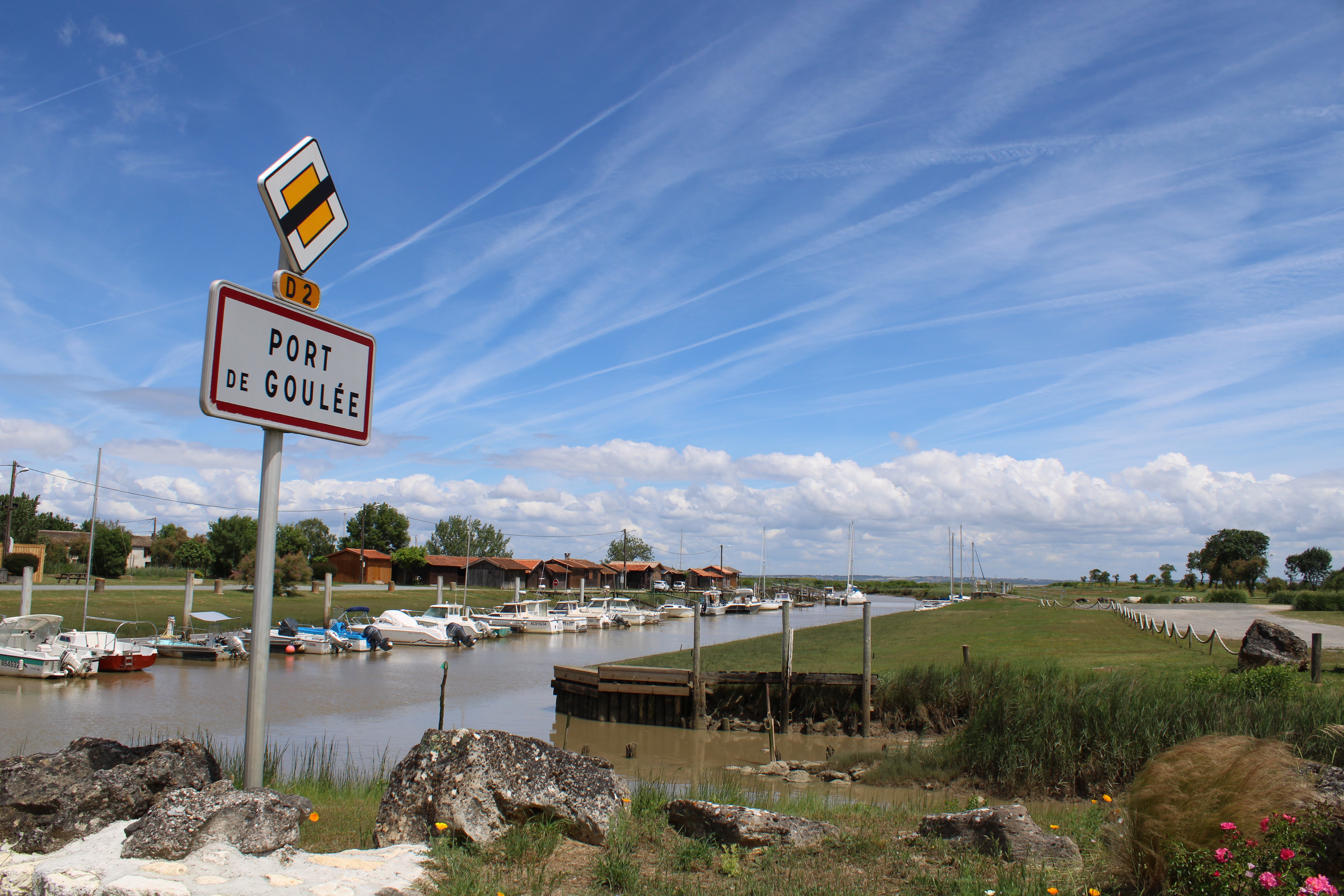
Flusshafen Port de la Goulée
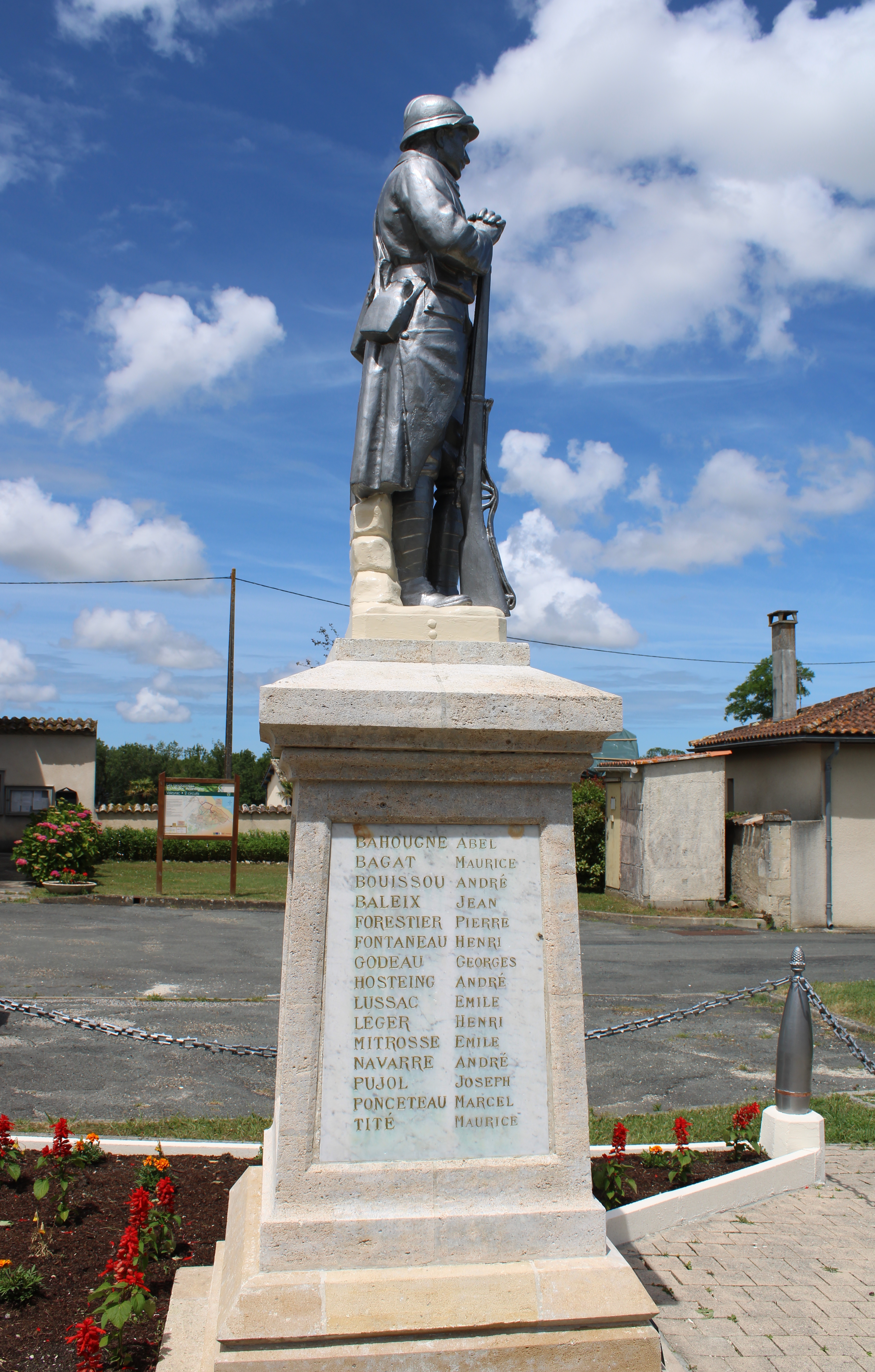
Gefallenendenkmal
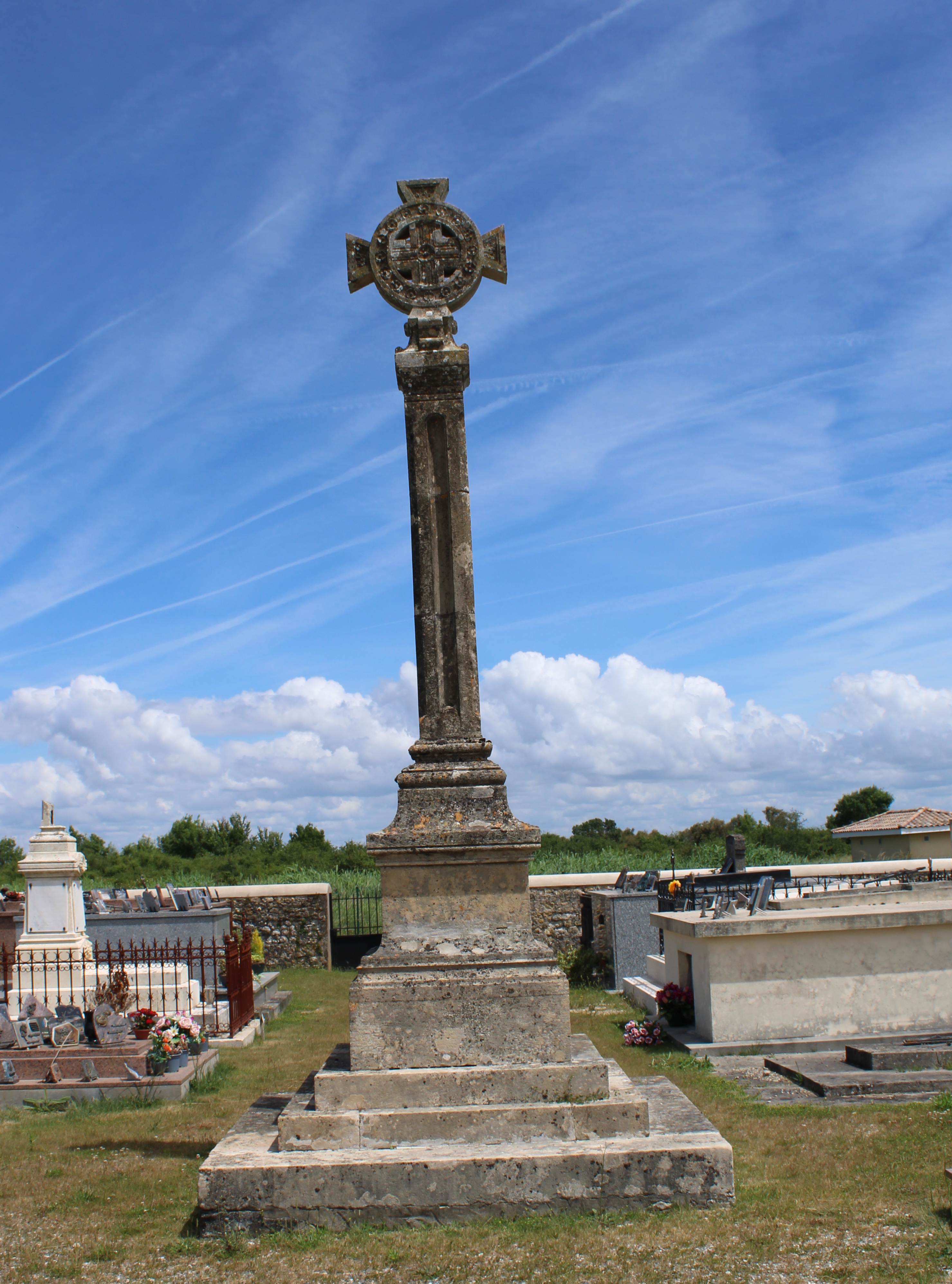
Friedhofskreuz